# Cecilia Ponce
Cecilia Ludmila Ponce, conocida simplemente como Ceci Ponce (Buenos Aires Argentina, 31 de diciembre de 1981), es una actriz argentina. Ha trabajado en producciones de TV Azteca, en donde la mayoría de sus personajes han sido antagónicos.

## Biografía
Estudió en el “Colegio Superior de Artes del Teatro y la Comunicación” en 2001 y más adelante ingresó al CEFAC (hoy CEFAT) de TV Azteca. 
Su carrera de actriz comenzó al realizar algunos episodios de Lo que callamos las mujeres, además de haber obtenido su debut protagónico en la telenovela Un nuevo amor (2003). En el melodrama Soñarás (2004), personificó el papel de Paulina con un rol antagónico.
Ha practicado deportes como voleibol y natación, además realizó danza clásica. También participó en el especial de famosos del programa el Rival Más Débil, de TV Azteca en el año 2007, donde fue eliminada en la tercera ronda del juego.

## Filmografía

### Telenovelas y series
- (2023) Ella camina sola ... Elisa[1]
- (2023) Eternamente amándonos ... Vanessa Sáenz
- (2022) Esta historia me suena ... Aura[2]
- (2021) Un dia para vivir ...Kenia[3]
- (2017) La piloto ... Margot Vda. de Nieves
- (2014) Siempre tuya Acapulco ... Irán Hernández Molina
- (2012-2013) Los Rey ... Aurora Longoria
- (2012) Amor cautivo ...  Eugenia Rangel Acosta
- (2010) Entre el amor y el deseo ... Sara Rincón Del Real
- (2009) Vuélveme a querer ... Corina Nieto
- (2008) Lo que la gente cuenta (Temporada 4) ... Brenda Nava (Venganza)
- (2008) Tengo todo excepto a ti ... Úrsula
- (2005) Amor en custodia ... Ana Torrejón
- (2005) Machos ... Úrsula
- (2005) Top models ... Fernanda
- (2004) Soñarás ... Paulina
- (2003) Un nuevo amor ... Estrella Montiel

### Películas
- Niñas mal (2007)

### Programas de TV
| Año  | Título     | Rol          | Notas |
| ---- | ---------- | ------------ | ----- |
| 2007 | Tempranito | Presentadora | [ 4 ] |

| Año  | Título                             | Rol          | Notas         |
| ---- | ---------------------------------- | ------------ | ------------- |
| 2013 | La isla: El reality                | Desafiante   | Ganadora      |
| 2023 | Los 50                             | Participante | 6.ª eliminada |
| 2024 | Survivor México                    | Participante | Evacuada      |
| 2025 | Survivor México: Héroes y Villanos | Participante | 5.ª eliminada |